# 遠藤利貞
遠藤 利貞（えんどう としさだ、1843年2月13日（天保14年1月15日）- 1915年（大正4年）4月20日）は、明治時代の日本の数学史家、和算研究家である。本姓は堀尾、号は春江又は春峰。

## 経歴・人物

### 若年期
桑名藩士であった堀尾利見とその妻理世子の三男として江戸に生まれる。後に遠藤姓に改姓し、京橋で和田寧の門人であった細井若狭（寧雄）の門人となり、和算を学んだ。明治維新後は新政府を批判し偽名で江戸幕府の再興に推薦し、旧幕府軍の彰義隊に入隊し上野で戦闘に参戦したが敗北したため、桑名で蟄居を命じられた。

### 数学研究家として
しかし、後に許可され洋算を学び、桑名藩付の数学教師となった。その後は伊勢山田の中等学校や官立東京師範学校（現在の筑波大学）、宮崎学校で教鞭を執った。しかし、同学校は直後に廃校となったため、1872年（明治5年）に上京し、1875年（明治8年）には東京第一師範学校で数学の教鞭を執り、1877年（明治10年）には東京数学会社（現在の日本数学会）会員に抜擢されるが、このころにはすでに和算が衰退しており、和算史の編纂に没頭し辞退した。後に和算史を独学で原稿を執筆し始めるが、資料は乏しく苦戦し1893年（明治26年）にこの原稿はようやく完成した。

### 晩年・没後
1895年（明治28年）には東京帝国大学理科大学（現在の東京理科大学）で教鞭を執り、1906年（明治39年）には帝国学士院（現在の日本学士院）に勤務し、多数の和算書の調査や収集にあたった。没後は染井墓地に利貞の墓が建てられた。

## 主な著作物
- 『大日本数学史』- 1896年（明治29年）に三井財閥の三井八郎右衛門の援助により、刊行。刊行後も大幅な改訂も行い、利貞の死後には三上義夫が編纂し、『増修日本数学史』として刊行している。1960年（昭和35年）には平山諦の補訂より、第3版が刊行された。
- 『算顆術授業書』- 1878年（明治11年）に刊行。珠算の教科書。